# Andante
Andante és un terme músical que indica un tempo d'entre 76 i 108 ppm (pulsacions per minut), entre adagio i moderat. En el període romàntic, indicava un tempo més lent (gairebé adagio). El terme ve del verb italià andare (caminar o, en sentit més estricte, anar).